# Великочернігівська сільська рада (Станично-Луганський район)
| Великочернігівська сільська рада — колишній орган місцевого самоврядування у Станично-Луганському районі Луганської області з адміністративним центром у с. Велика Чернігівка. Водоймища на території, підпорядкованій даній раді: річка Ковсуг. Сільській раді були підпорядковані населені пункти: - с. Велика Чернігівка |

## Склад ради
Рада складалася з 18 депутатів та голови.

### Керівний склад ради
| ПІБ                        | Основні відомості                                                         | Дата обрання | Дата звільнення |
| -------------------------- | ------------------------------------------------------------------------- | ------------ | --------------- |
| Давидов Володимир Іванович | Сільський голова, 1961 року народження, освіта, член Партії регіонів      | 26.03.2006   | 21.05.2008      |
| Черних Олександр Іванович  | Сільський голова, 1954 року народження, освіта, безпартійний              | 30.11.2008   | 31.10.2010      |
| Черних Олександр Іванович  | Сільський голова, 1954 року народження, освіта вища, член Партії регіонів | 31.10.2010   |                 |

Примітка: таблиця складена за даними джерела